# سیارک ۱۹۹۵۵
سیارک ۱۹۹۵۵ (به انگلیسی: 19955 Holly، نامگذاری:1984WZ1) نوزده هزار و نهصد و پنجاه و پنجمین سیارک کشف شده‌است که در ۲۸ نوامبر ۱۹۸۴ کشف شد.
قدر مطلق سیارک برابر ۲۹٫۵ است.